# Robert Fleischanderl
Robert Fleischanderl (* 15. September 1967 in Brixlegg, Tirol) ist ein österreichischer bildender Künstler und Fotograf.

## Leben
Robert Fleischanderl wuchs in Vomp in Tirol auf. Nach dem Studium der Chemie an der Universität Innsbruck absolvierte er ein Praktikum bei Magnum Photos in New York und war Assistent bei Erich Hartmann und Martine Barrat in New York. Es folgte ein Masterstudium in Image and Communications am Goldsmiths College, University of London u. a. bei Ian Jeffrey, sowie ein Studienaufenthalt am Maison europeènne de la photographie in Paris. Seit 1998 ist er als freischaffender Fotograf und Künstler tätig. Robert Fleischanderl lebt und arbeitet in Wien. Er ist Autor mehrerer Bücher, wie fourteen people, Weidle 2000, Guschlbauer weiche Kokosbusserl, Skarabaeus 2003, 2000–2006 New Architecture in Alto Adige, Springer Wien New York, 2006 und anderen. Seine Arbeiten wurden international in Ausstellungen gezeigt und seine Fotos weltweit in Magazinen publiziert. Er erhielt mehrere Auszeichnungen für seine Arbeit, wie zum Beispiel das Österreichische Staatsstipendium für Künstlerische Fotografie oder das Emanuel-und-Sophie-Fohn Stipendium.

## Werk
Robert Fleischanderl beschäftigt sich in seinen Arbeiten als künstlerischer Fotograf formal immer wieder mit fotografischer Rezeption, wie Bilder von der Betrachterin, vom Betrachter wahrgenommen werden können. Darüber hinaus bilden gesellschaftspolitische Themen wie kulturelle Identität, häusliche Gewalt, Altern, Holocaust, Tod, Erbkrankheit, Kindsein und zutiefst menschliche Sehnsüchte seine inhaltlichen Schwerpunkte. Er bedient sich dabei gern des Porträts und des großformatigen Bildes bei seinen oft langjährigen Projekten.
Der Kunsthistoriker Günther Oberhollenzer schreibt: Ohne belehrend zu sein, nimmt Fleischanderl uns schließlich in die Pflicht, das aktive Schauen im Raum wieder neu zu entdecken, das Erleben eines Bildes durch Wechsel von Distanz und Nähe, das Staunen und sich Überwältigen lassen durch das künstlerische Original. Ein Abenteuer, das es sich wahrlich einzugehen lohnt.

## Werke
- Warum lachst Du nicht? 14 Geschichten über häusliche Gewalt, 2024, war eine Fotokunstausstellung im Öffentlichen Raum am Burgring, Heldenplatz und vor dem MuseumsQuartier in Wien zum Thema häusliche Gewalt und ist auch als Buch erschienen. 14 Klientinnen erlaubten dem Künstler Einblick in die Akten ihrer Gewalterfahrungen und Zutritt zu ihren Wohnungen. Dieses gesellschaftlich wichtige Thema wurde in die Mitte der Gesellschaft transportiert und erreichte zigtausende Menschen. Untertags erfuhr sie sehr viel Aufmerksamkeit, positives Feedback und großes mediales Echo, aber in der Nacht wurde die Ausstellung auch regelmäßig zerstört. Freiwillige haben die Ausstellung immer wieder zusammengeklebt, damit die Bilder erkennbar und die Texte lesbar blieben und die Ausstellung funktionsfähig.[4]
- Robert Fleischanderls Projekt Der Garten meiner Mutter, 2021, zeigt, wie ein Stück gestalteter Landschaft zum sinnstiftenden Zufluchtsort wird, zu einem Stück Trost spendender Natur. Ein fotografisches Projekt über einen Garten und eine Erbkrankheit in seiner Familie.[5][6]
- Void, 2016, war eine Dance & Visual Arts Performance in fünf Akten in Kooperation mit Leonie Wahl, bei der Robert Fleischanderl für Konzept, Regie, Bühnenbild, Visuals und Produktion verantwortlich war.[7]
- Alt.sein., 2013, war ein Kunst im öffentlichen Raum Projekt im Altenwohnheim in Fügen im Zillertal. Die Fotos der Heimbewohner erzählen vom Leben in einem Altersheim, den Themen Alter, Krankheit, Tod, Isolation, Selbstbestimmung, Sexualität, Würde und Kontrollverlust. Das Altenwohnheim in Fügen wurde zu einer temporären Galerie. Gleichzeitig wurden die Bilder mittels Plakataktion im ganzen Tiroler Unterland gezeigt.[8]
- Der Untergang Tirols, 2011, ist ein Film und eine Polemik über die Tiroler und Tirol. Die Tiroler Traditionen werden mit Witz und Boshaftigkeit hinterfragt. Der Film umfasst Kulturkritik, von Lederhosen-Architektur bis Zeltfest-Taumel. Dabei wildert der Film durch die Kunst- und Kulturgeschichte und bedient sich großzügig an ihrem unerschöpflichen Zitatenschatz. Sprache Deutsch, Laufzeit 21:40 min, Produktion, Drehbuch, Regie, Kamera & Animation: Robert Fleischanderl, Musik: Franui, Florian & Sepp Pedarnig, Archivmaterial: Othmar Schmiderer.[9]
- 2000-2006 Neue Architektur in Südtirol, 2006, ist die erste Dokumentation des aktuellen Baugeschehens im städtischen, ländlichen und alpinen Umfeld im nördlichsten Landesteil Italiens. Neben Bettina Schlorhaufers Texten sind die Fotos Robert Fleischanderls integrativer Bestandteil dieser Publikation. Er hat die neue Architektur Südtirols in Form von Bildreportagen festgehalten und dabei mit den Menschen abgelichtet, die sie beleben.[10][11]
- Unrealities, 2005 ist eine Gratwanderung zwischen Dokumentation und Fiktion, die den Betrachter einlädt, die scheinbare Wirklichkeit in Bildern zu hinterfragen. Die Fotografien sind keine Abbildung der Wirklichkeit, vielmehr sind sie inszenierte Standbilder, Filmstills nicht unähnlich.[12]
- In Guschlbauer weiche Kokosbusserl, Österreichische Ansichten, ein fotografischer Kommentar, 2003, liefert Robert Fleischanderl einen künstlerischen Kommentar zum österreichischen Alltag, der sich grundlegend von dem Bild unterscheidet, das die Werbung, die Tourismusverbände und das offizielle Österreich gerne von diesem Land entwerfen. Robert Menasse schreibt. "Man kann Klischees reproduzieren. Man kann sie denunzieren. Es gibt einen dritten Weg. Es ist im künstlerischen Versuch der Realitätsabbildung der einzig gangbare. Robert Fleischanderl ist ihn gegangen."[13]
- fourteen people, 1998, ist eine Dokumentation mit Fotografien und Texten über deutschsprachige, jüdische Emigranten aus Österreich, Deutschland, Polen und Ungarn, von wo sie 1938 zum größten Teil nach London flüchteten und seit damals dort leben – irgendwo zwischen zwei Kulturen. Es ist eine fotografische Dokumentation über ein Stück Zeitgeschichte, über die Suche von Identität als Teil der Geschichte, in der Vertreibung einst aber vor allem im Leben von heute. Ian Jeffrey schreibt im Vorwort: „‚fourteen people‘ braucht und verdient eine sehr sorgfältige Betrachtung. Trotz des bescheidenen Titels beschäftigt sich das Buch äußerst effektiv und gründlich mit Fragen der Geschichte und Ethik, mit dem immer wiederkehrenden Problem des Ich und Du. Wie bringen wir diese Begegnungen mit dem anderen, mit jedem anderen zustande? „fourteen people“ gestattet uns, die Situation einzuüben und über sie nachzudenken. Fleischanderl und die Teilnehmer seines Projekts verdienen Bewunderung und Lob, weil sie so vieles implizieren und gleichzeitig nur als sie selbst erscheinen.“[14]

## Rezeption
Im April 2004 stellte Johannes Saltzwedel im Nachrichtenmagazin Der Spiegel fest, dass gerade die vielen offenen Fragen in Robert Fleischanderls Bildband fourteen people über deutschsprachige, jüdische Emigranten beweisen, welch ein Kunstwerk ihm damit gelungen ist.
Anne Katrin Feßler schreibt über Guschlbauer weiche Kokosbusserl, Österreichische Ansichten, ein fotografischer Kommentar im Der Standard: „Aber selbst wenn Fleischanderls Bilder menschenleer sind, umschreibt er das Wesen der Wiener treffsicher. Machen Sie Platz in ihrem Bücherregal für ein weiteres Buch über Österreich: Zwischen "B" wie Thomas Bernhard und "P" wie Hugo Portisch.“

## Ausstellungen
- 1998 fourteen people, MA Degree Show, Goldsmiths College, London[17]
- 2000 familien FOTO familie, Ethnographisches Museum Schloss Kittsee, Burgenland (Gruppenausstellung)[18]
- 2000 fourteen people, Galerie im Taxispalais, Innsbruck (Einzelausstellung)[19]
- 2001 fourteen people, Frauen Museum, Bonn[20]
- 2001 Vor Ort I, Kunstraum Schwaz (Gruppenausstellung)[17]
- 2002 fourteen people, Literaturhaus, Wien (Einzelausstellung)[17]
- 2003 Guschlbauer weiche Kokosbusserl, Rabalderhaus, Schwaz (Einzelausstellung)[17]
- 2004 ARTeast Foundation, Tg. Mures, Art Gallery, Cultural Palace, Rumänien[17]
- 2004 Guschlbauer weiche Kokosbusserl, Alte Schmiede, Wien (Einzelausstellung)[17]
- 2004 RLB Kunstpreis, RLB Kunstbrücke, Innsbruck[17]
- 2005 29. Österreichischer Grafikwettbewerb, Galerie im Taxispalais, Innsbruck[21]
- 2005 Bilderwelten, Stadtturmgalerie, Innsbruck (Einzelausstellung)[17]
- 2005 Unrealities, Fotoforum West, Innsbruck (Einzelausstellung)[17]
- 2005 Vector Association, Iași Rumänien[17]
- 2006 "ca. 1000m2 Tiroler Kunst" im Kaufhaus Tyrol[22]
- 2006 2000-2006 Neue Architektur in Südtirol Alpe-Adria-Galerie, Klagenfurt (Einzelausstellung)[17]
- 2006 2000-2006 Neue Architektur in Südtirol, Kunsthaus Meran (Einzelausstellung)[17]
- 2006 2000-2006 Neue Architektur in Südtirol, Waltherhaus, Bozen (Einzelausstellung)[17]
- 2007 2000-2006 Neue Architektur in Südtirol, ArchitekturForum St. Gallen (Einzelausstellung)[17]
- 2007 2000-2006 Neue Architektur in Südtirol, Architekturmuseum Schwaben, Augsburg (Einzelausstellung)[17]
- 2007 2000-2006 Neue Architektur in Südtirol, Napoleonstadl, Kärntens Haus der Architektur, Klagenfurt (Einzelausstellung)[17]
- 2009 Durst Fotokunst Preis, Tammerburg, Lienz[17]
- 2009 Kunstpavillon, Innsbruck[17]
- 2010 Museum Industrielle Arbeitswelt, Steyr (Einzelausstellung)[17]
- 2011 Der Untergang Tirols, Neue Galerie, Innsbruck (screening)[17]
- 2012 Portraitprozesse, Kunst & Handel (Einzelausstellung)[17]
- 2012 review-preview, Galerie Anzenberger, Wien (Gruppenausstellung)[17]
- 2012 St. Leopold Friedenspreis, Stift Klosterneuburg (Gruppenausstellung)[23]
- 2013 Alt.Sein, Galerie im Franziskusheim und Kunst im Öffentlichen Raum, Plakatausstellung (Einzelausstellung)[24]
- 2013 Crux, Diözesanmuseum, Brixen (Gruppenausstellung)[25]
- 2015 Der Traum von späteren Leben – Kinderporträts von 1500 bis heute, Südtiroler Landesmuseum Schloss Tirol (Gruppenausstellung)[26]
- 2015 Juryankäufe 2010–2015, Stadt Kunst Innsbruck (Gruppenausstellung)[27]
- 2019 An Adventure, © Foto Wien, Atelierhaus Kendlerstraße 35, Wien (Einzelausstellung)[28][29]
- 2019 Housing I+II, Atelierhaus Kendlerstraße 35, Wien (Gruppenausstellung)[30]
- 2020 SCHÖNHEIT VOR WEISHEIT, Tiroler Landesmuseen (Gruppenausstellung)[31]
- 2021 Der Garten meiner Mutter, Atelierhaus Kendlerstraße 35, Wien (Einzelausstellung)[32]
- 2024 Warum lachst du nicht? 14 Geschichten über häusliche Gewalt, Burgring und vor MuseumsQuartier, Wien (Einzelausstellung im Straßenraum) – am 8. November von Doris Schmidauer und Justizministerin Alma Zadic (Grüne) eröffnet und in den ersten 10 Tagen wiederholt beschädigt[33]

## Stipendien, Auszeichnung

### Stipendien
- 1999 Österreichisches Staatsstipendium für künstlerische Fotografie[2]
- 2000 Kunststipendium der Emanuel-und-Sophie-Fohn-Stiftung, Wien[2]
- 2002 Stipendium des Landes Tirol, Artist in Residence, Paliano, Italien[2]

### Auszeichnung
- 2012 St. Leopold Friedenspreis für humanitäres Engagement in der bildenden Kunst (Anerkennungspreis)[23]

## Monografien
- Warum lachst Du nicht?14 Geschichten über häusliche Gewalt, mit Texten von Lisa Kärcher, Stefanie Jaksch, Susanne Kaiser, Nina Schedlmayer, u. a., Kehrer Verlag Heidelberg, 2024, ISBN 978-3-96900-182-0
- fourteen people, Introduction by Ian Jeffrey, Weidle Verlag 2000, ISBN 3-931135-45-4
- Guschlbauer weiche Kokosbusserl. Österreichische Ansichten, ein fotografischer Kommentar, mit einem Vorwort von Robert Menasse, Skarabaeus Verlag 2003, ISBN 3-7082-3141-4
- mit Bettina Schlorhaufer: 2000–2006 Neue Architektur in Südtirol. Springer Verlag, Wien New York 2007, ISBN 3-211-29954-8

## Essay
- Robert Fleischanderl: Auferstehung und Tod des Augenblicks. Anmerkungen zu einem Paradoxon der Fotografie, in: Fotogeschichte, Beiträge zur Geschichte und Ästhetik der Fotografie, Heft 78, S. 89, Jonas Verlag, 2000[34]